# Basil Gorgis
Basis Gorgis Hanna (arab. ‏باسل كوركيس‎; ur. 15 stycznia 1961 w Ankawie) – iracki piłkarz, reprezentant kraju.

## Kariera piłkarska
Przygodę z futbolem rozpoczął w 1977 w klubie Al Saadoon. Po dwóch latach zmienił barwy klubowe na Baghdad FC. W 1982 zasilił szeregi Al-Shabab, w którym grał przez 8 lat. Karierę zakończył w 1991, po roku gry w Al-Talaba.

## Kariera reprezentacyjna
Po raz pierwszy w reprezentacji zagrał w 1981. W 1986 został powołany przez trenera Evaristo de Macedo na Mistrzostwa Świata 1986, gdzie reprezentacja Iraku odpadła w fazie grupowej. Po raz ostatni w kadrze wystąpił w 1989, dla której zagrał w 55 spotkaniach i strzelił 4 bramki.